# Velike vára
Velike vára (horvátul: Velički grad), várrom Horvátországban, a Pozsega közelében fekvő Velike falu határában.

## Fekvése
Velike várának romjai a településtől északra, a Lapjak-hegy déli peremén 452 méteres magasságban találhatók. A helyiek Turski gradként, azaz Törökvárként ismerik.

## Története
Velike egykori várát 1250 előtt építtette a Zsadány nembeli Ábrahám fia Ivánka, majd utódaié a Velikei- illetve a velük rokon velikei Békeffy családé. 1532-ben a Kőszeg ostromából visszatérő török csapatok foglalták el. A terület először a boszniai, utána a budai, majd 1600-tól a kanizsai vilajethez tartozott. A török uralom idején katolikus horvát lakossága volt, sőt ferences kolostor és egyházi iskola is működött a településen. A kolostort az 1660-as egyházlátogatás is megemlíti. 1687 októberében Hans von Dünewald altábornagy visszafoglalta a várat, de 1690 decemberében a törökök visszahódították. 1691-ben Makai János ezredes csapatai vették vissza a várat. Ezt követően a vár az osztrák kincstár kezelésébe tartozott, majd osztrák grófok birtokolták. Az egyik 18. századi birtokos a Jókai Mór regényéből (A két Trenk) is ismert Trenk Ferenc volt, akiről a közeli Trenkfalva is nevét kapta. A török harcok következtében romossá vált vár állapota folyamatosan romlott.

## A vár mai állapota
Velike várának romjai a településtől északra, a Lapjak-hegy déli peremén 452 méteres magasságban találhatók. A helyiek Turski gradként, azaz Törökvárként ismerik. Kisméretű vár volt, hosszúsága mintegy 40, szélessége 20 méter. Alaprajza négyszög északi irányban egy háromszög alakú hozzáépítéssel, mely tulajdonképpen egy többemeletes, háromszögletű lakótorony. A vár déli részét egy legalább két emeletes palotaszárny zárta, melynek az első szintjén kápolna volt kialakítva. A magas falakkal körülvett várudvar egykori bejárata a keleti várfal közepén nyílott, ahol egy kettős kapu állt.